# Christian Friedel
Christian Friedel (Magdeburgo, 9 marzo 1979) è un attore e cantante tedesco.

## Biografia
Dopo aver studiato recitazione alla Otto Falckenberg School of the Performing Arts di Monaco di Baviera, Friedel ha recitato nelle compagnie teatrali tedesche del Bayerisches Staatsschauspiel, del Munich Kammerspiele e dello Schauspiel Hannover. Friedel è apparso in film e serie televisive dal 2009, tra cui Il nastro bianco (Das weiße Band - Eine deutsche Kindergeschichte) di Michael Haneke ed Elser - 13 minuti che non cambiarono la storia di Oliver Hirschbiegel, dove ha interpretato Georg Elser. Più recentemente, ha interpretato il fotografo poliziotto Gräf nella serie drammatica Babylon Berlin, ed è stato uno dei personaggi della miniserie tedesca Profumo. Ha anche interpretato Rudolf Höß in La zona d'interesse di Jonathan Glazer, dopo aver precedentemente rifiutato di interpretare ruoli di nazisti.

## Filmografia

### Cinema
- Il nastro bianco (Das weiße Band - Eine deutsche Kindergeschichte), regia di Michael Haneke (2009)
- Pollo alle prugne (Poulet aux prunes), regia di Marjane Satrapi e Vincent Paronnaud (2011)
- Amour fou, regia di Jessica Hausner (2014)
- Elser - 13 minuti che non cambiarono la storia (Elser - Er hätte die Welt verändert), regia di Oliver Hirschbiegel (2015)
- La zona d'interesse (The Zone of Interest), regia di Jonathan Glazer (2023)
- 15 Jahre, regia di Chris Kraus (2023)

### Televisione
- Die Auserwählten, regia di Christoph Röhl – film TV (2014)
- Polizeiruf 110 – serie TV, episodio 44x01 (2015)
- Babylon Berlin – serie TV, 40 episodi (2017-2022)
- Profumo (Parfum), regia di Philipp Kadelbach – miniserie TV (2018)
- Tatort – serie TV, episodi 1174-1179 (2021)
- Kafka, regia di David Schalko – miniserie TV (2024)
- The White Lotus – serie TV, 8 episodi (2025)

## Discografia
- The Closer (2011)
- The Healer (2012)
- Hamlet (2013)
- Woods of Birnam (2014)
- Searching for William (2017)
- Grace (2018)
- How to hear a painting (2020)

## Doppiatori italiani
Nelle versioni in italiano delle opere in cui ha recitato, Christian Friedel è stato doppiato da:
- Emiliano Coltorti ne Il nastro bianco, Profumo, The White Lotus
- Stefano Brusa in Elser - 13 minuti che non cambiarono la storia, Babylon Berlin
- Francesco Pezzulli ne La zona d'interesse